# Poydras, Louisiana
Poydras, Louisiana (енгл. Poydras) насељено је место без административног статуса у америчкој савезној држави Луизијана.

## Демографија
По попису из 2010. године број становника је 2.351, што је 1.535 (-39,5%) становника мање него 2000. године.
| Група             | 2000.         | 2010.         |
| Белци             | 3.247 (83,6%) | 1.790 (76,1%) |
| Афроамериканци    | 336 (8,6%)    | 270 (11,5%)   |
| Азијати           | 22 (0,6%)     | 11 (0,5%)     |
| Хиспаноамериканци | 203 (5,2%)    | 225 (9,6%)    |
| Укупно            | 3.886         | 2.351         |